# Grabowiec (Piotrków)
Pour les articles homonymes, voir Grabowiec.
Grabowiec (prononciation [ɡraˈbɔvjɛt͡s]) est un village de la gmina de Gorzkowice, du powiat de Piotrków, dans la voïvodie de Łódź, situé dans le centre de la Pologne.
Il se situe à environ 7 kilomètres à l'est de Piotrków Trybunalski (siège de la gmina), 23 kilomètres au sud de Piotrków Trybunalski (siège du powiat) et 68 kilomètres au sud de Łódź (capitale de la voïvodie).
Sa population s'élevait approximativement à 140 habitants en 2006.

## Administration
De 1975 à 1998, le village était attaché administrativement à l'ancienne voïvodie de Piotrków.

Depuis 1999, il fait partie de la nouvelle voïvodie de Łódź.